# St. Leonhard (Graz)

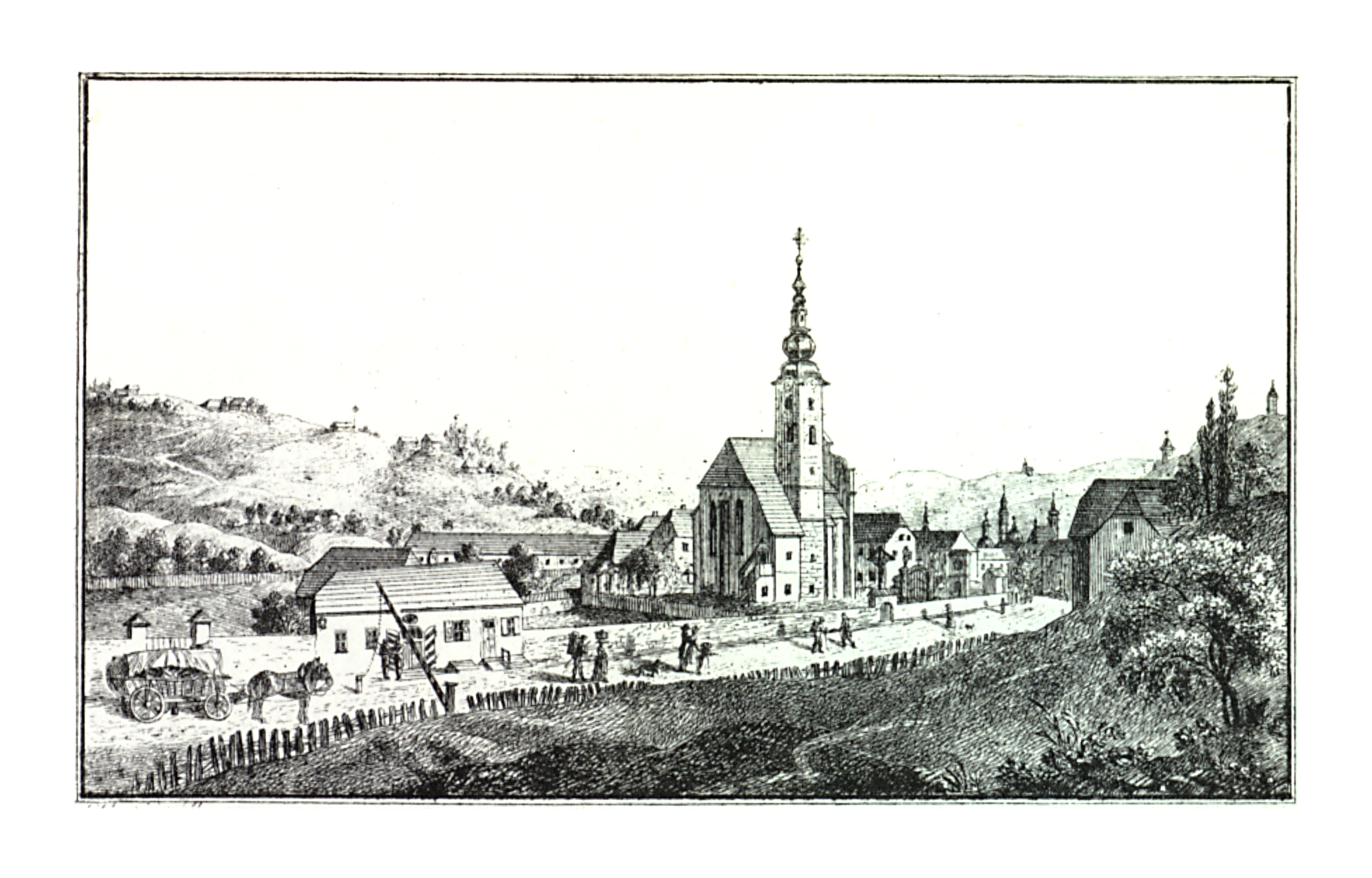
St. Leonhard um 1830, Lith. Anstalt J.F. Kaiser, Graz

St. Leonhard ist der 2. Stadtbezirk der steirischen Landeshauptstadt Graz. Er liegt östlich der Grazer Innenstadt entlang des Leonhardbachs. Nach Süden erstreckt er sich bis zum St.-Peter-Stadtfriedhof.

## Geschichte
St. Leonhard geht auf eine der ältesten mittelalterlichen Siedlungen im Raum Graz zurück (Guntarn 1043). 1361 wurde an dieser Stelle bereits eine erste Kirche urkundlich erwähnt.
Während der französischen Belagerung des Grazer Schloßbergs 1809 kam es auch um die Kirche St. Leonhard zu mehreren Gefechten. Kurzzeitig waren in der Pfarrkirche rund 400 Österreicher als französische Gefangene interniert, von denen viele während der folgenden Kämpfe auch hier starben. Im ehemaligen Schulhaus, dem heutigen Mesnerhaus, wurde dann ein provisorisches Spital eingerichtet.
1824 entstand im Westen des heutigen Bezirks am „Holzplatz“ (heute Kaiser-Josef-Platz) die evangelische Heilandskirche. In der zweiten Hälfte des 19. Jahrhunderts diente der freie Raum zwischen der Grazer Innenstadt und dem Dorf St. Leonhard als Siedlungsgebiet. Zu dieser Zeit entstanden die meisten bürgerlichen Häuser in der Elisabeth- und der Leonhardstraße sowie im Herz-Jesu-Viertel. Dort wurde 1887 auch eine neue Kirche, die Herz-Jesu-Kirche, eingeweiht.
Mit 1. Dezember 1900 wurde vom II. Stadtbezirk Jakomini der II. Stadtbezirk Leonhard abgetrennt und Jakomini als VI. Stadtbezirk neu geschaffen.
Am 16. Juli 1913 verursachten die beiden Bäche des Stadtbezirks, Leonhardbach und Kroisbach (heute: Mariatrosterbach), das letzte – und verheerendste – Hochwasser, danach wurden sie im Stadtgebiet kanalisiert.

## Kultur und Sehenswürdigkeiten

### Bauwerke
- Pfarrkirche St. Leonhard: 1361 erstmals urkundlich erwähnt. 1433 wurde der heute noch bestehende älteste Teil der Kirche geweiht. Nach Zerstörung durch die Türken 1532 und Wiedererrichtung erhielt der Kirchturm 1717 seine heutige Form. 1747 wurde die Kirche barockisiert. 1817 wurde der Friedhof rund um die Kirche aufgehoben und an seinen heutigen Platz südöstlich der Kirche verlegt. 1858 erfolgte nochmals eine Neugestaltung des Innenraumes in neugotischem Stil. 1961/1962 folgte der letzte Erweiterungsbau. Neben der Kirche befindet sich der St.-Leonhard-Friedhof mit den Gräbern zahlreicher bedeutender Persönlichkeiten. Dieses namensgebende Bezirkszentrum befindet sich allerdings am nordöstlichen Rand.
- Kirche Herz Jesu: erbaut 1881 bis 1887 von Architekt Georg Hauberrisser in neugotischem Stil mit großem Hochschiff und Unterkirche. Der Kirchturm ist mit 109,6 m der dritthöchste Kirchturm Österreichs. Erwähnenswert sind vor allem die Glasfenster, die eines von wenigen geschlossenen Ensembles neugotischer Glaskunst darstellen. Der Altarraum wurde zur Hundertjahrfeier 1988 von Gustav Troger neu gestaltet.
- Heilandskirche: Nach dem Erlass des Toleranzpatents durch Kaiser Joseph II. war es mit einigen Auflagen wieder möglich, evangelische Gotteshäuser zu errichten. Da man in Graz aber diese Bedingungen nicht erfüllte, schloss man sich der nächstgelegenen evangelischen Pfarrgemeinde in Wald am Schoberpaß an und gründete 1821 eine Filialkirche. Am 10. Oktober 1824 wurde der Bau des Bethauses am damaligen Holzplatz (heute Kaiser-Josef-Platz) vollendet. 1853 wurde dieses durch Franz Zehengruber zu einer Kirche umgebaut, so wie sie auch heute noch erhalten ist. 1856 löste man sich von der Mutterpfarre Wald am Schoberpaß. 1988–1993 wurde die Kirche renoviert und erhielt farbige Glasfenster, die von der Grazer Künstlerin Edith Temmel gestaltet wurden.
- Alte Technik: Hauptgebäude der Technischen Universität Graz, 1888 von Kaiser Franz Joseph I. eröffnet.
- Odilien-Blindeninstitut: Ehemaliger Guntarn-Hof, erbaut 1798, seit 1881 Blindenanstalt, Zubauten 1885 und 1901.
- Steirerhof: Ehemals Grandhotel, in den 1990er Jahren abgerissen und durch einen modernen Neubau ersetzt, beinhaltet es jetzt ein Einkaufszentrum.
- Palais Meran: ehemaliges Stadtschloss von Johann von Österreich, 1843 erbaut. Heute beherbergt es die Universität für Musik und darstellende Kunst Graz.
- Palais Kottulinsky: ehemaliges Stadtpalais, 1853 erbaut.
- viele bürgerliche Wohnhäuser aus der zweiten Hälfte des 19. Jahrhunderts, meist als Häuserblocks mit begrüntem Innenhof angeordnet.
- Der Stadtfriedhof St. Peter befindet sich auch in diesem Bezirk, nur der Ortsfriedhof befindet sich im Bezirk St. Peter.

### Film
- Der im Jahr 2004 entstandene Film Sechs Tage und die Mopedfrau (Regie: Alfred Schwarzenberger) spielt zur Gänze in St. Leonhard, wobei besonders die Herz-Jesu-Kirche eine prominente Rolle einnimmt. Geschildert wird mehr oder weniger dokumentarisch das Leben der bisweilen etwas wunderlichen Bewohner des Bezirks.

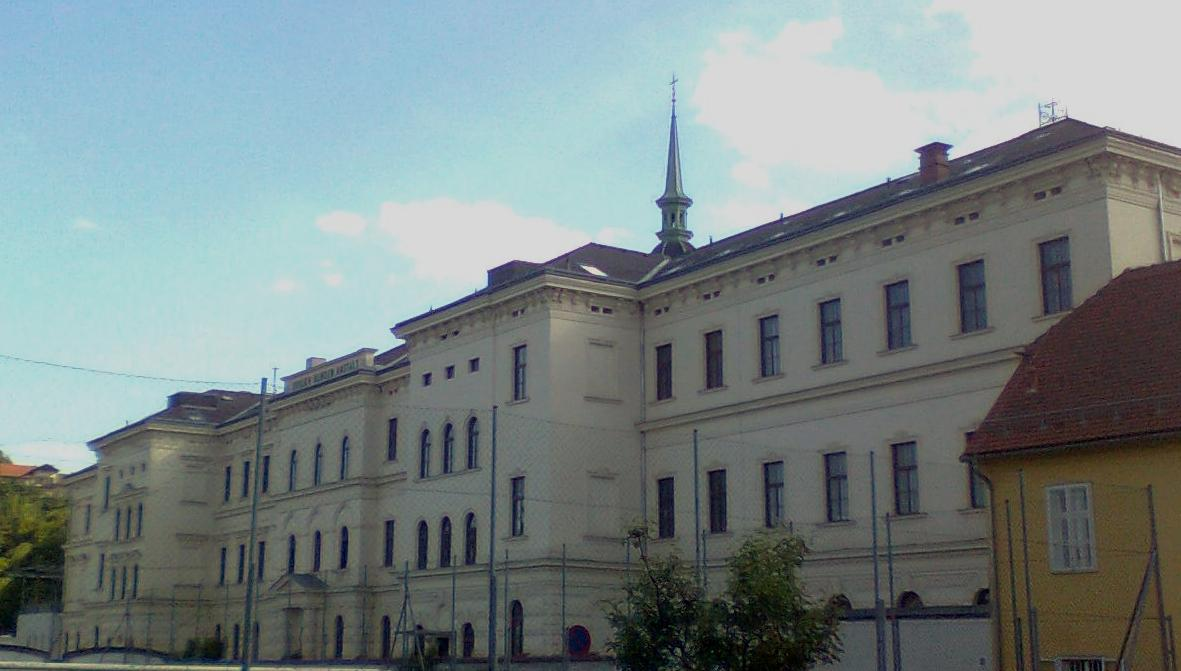
Odilien-Blindeninstitut
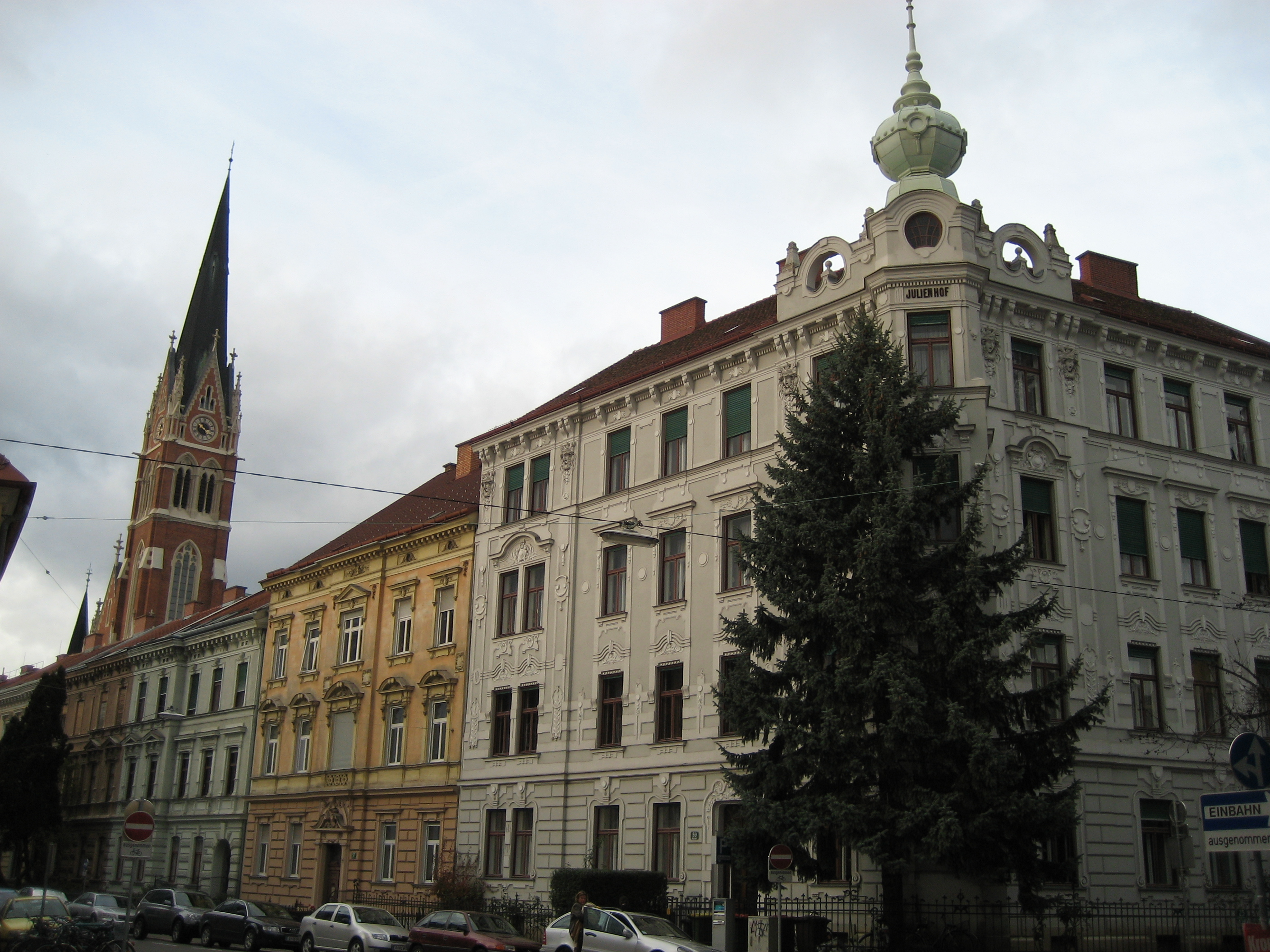
Haus mit Jugendstilfassade, Kreuzung Naglergasse/Schützenhofgasse
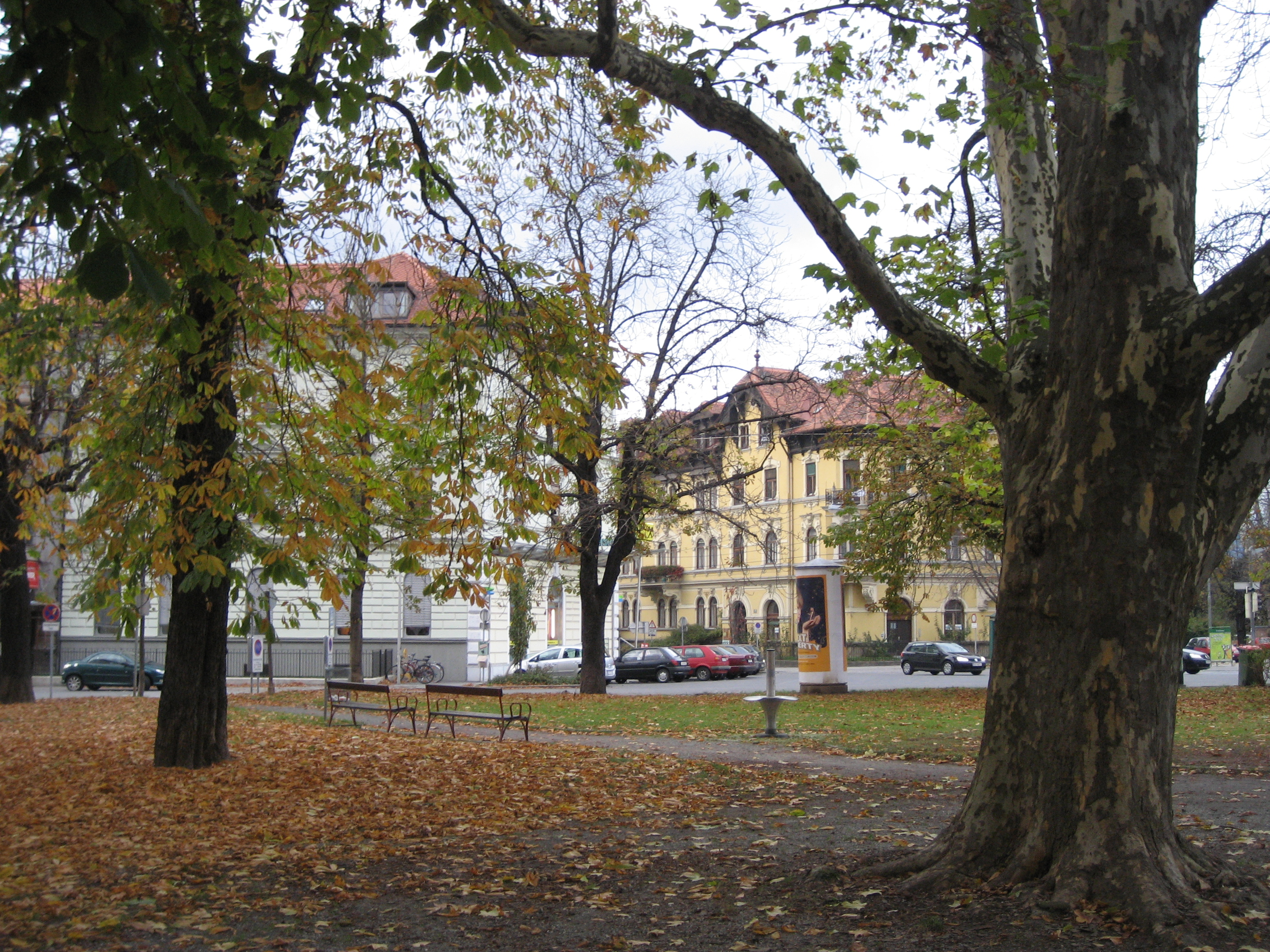
Schillerplatz
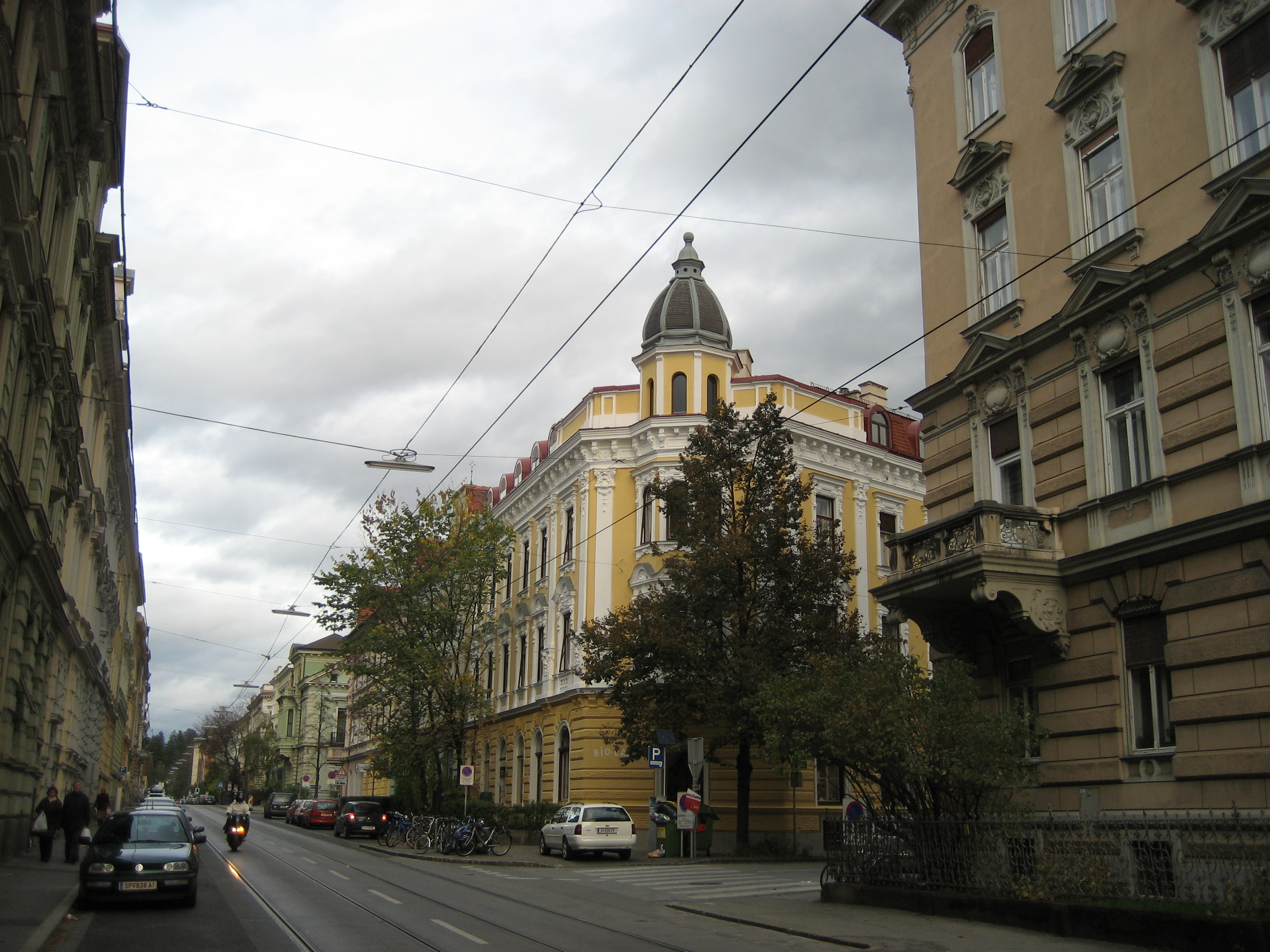
Blick in die Sparbersbachgasse
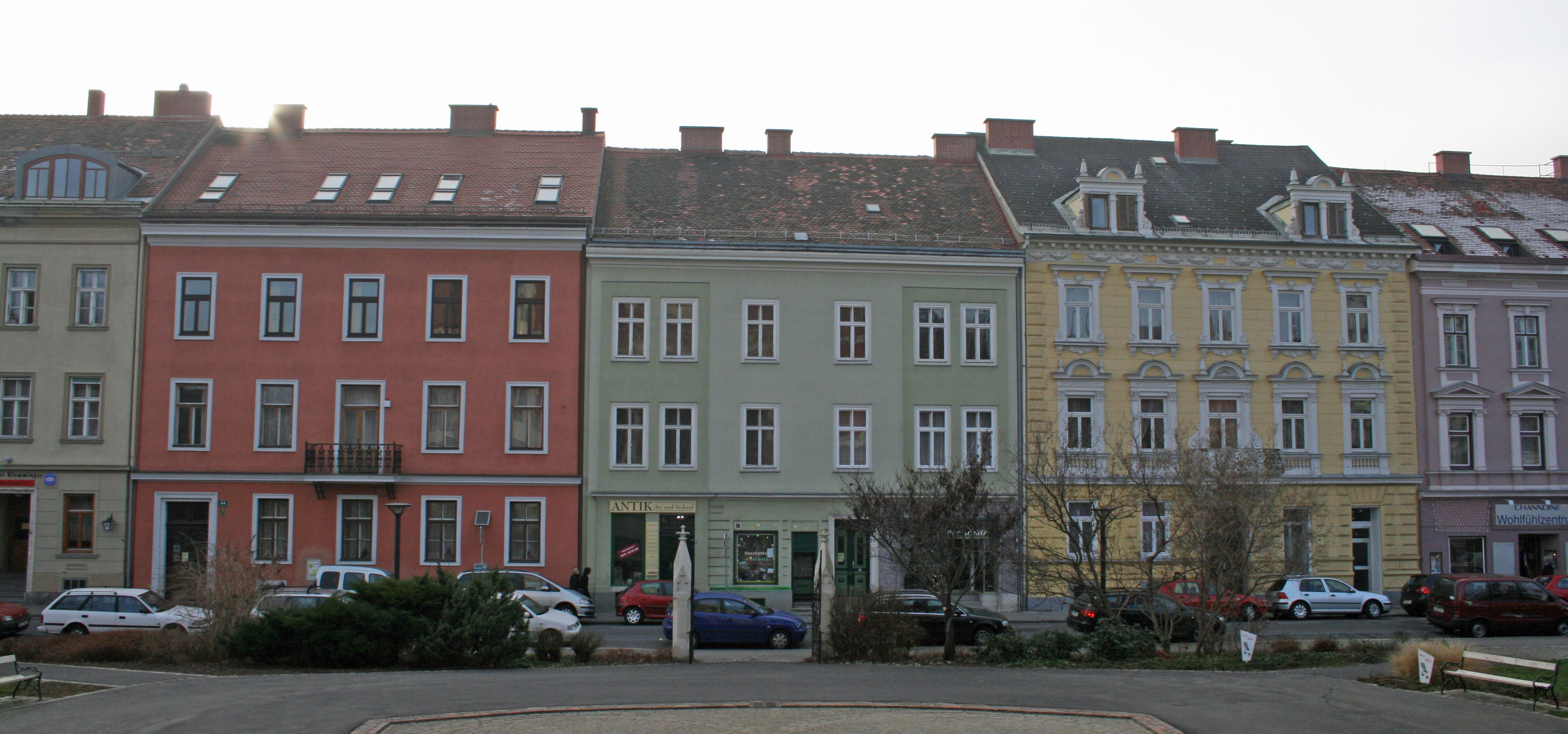
Häuserzeile vor der Herz-Jesu-Kirche

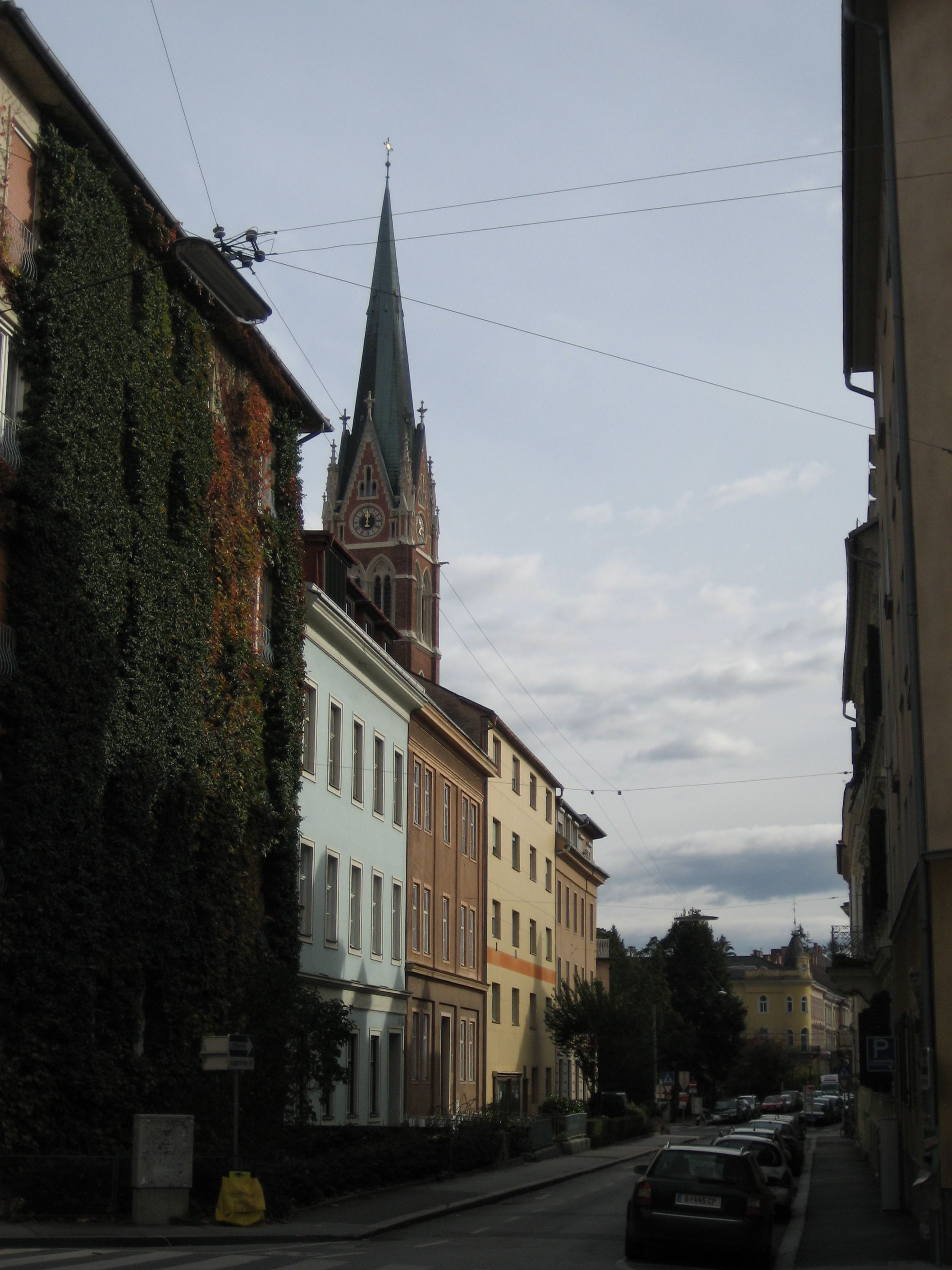
Blick in die Naglergasse, im Hintergrund die Herz-Jesu-Kirche
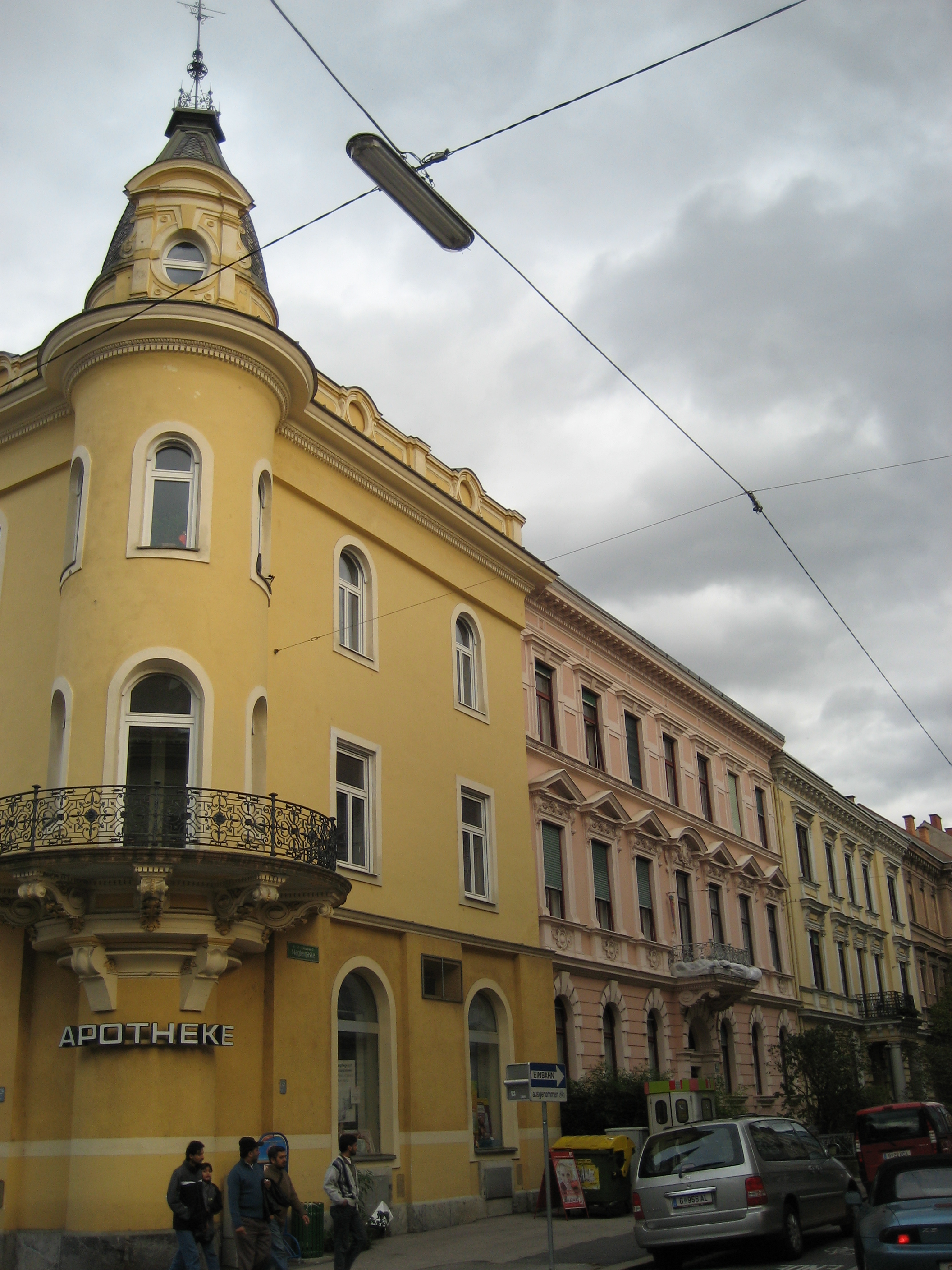
Blick in die Naglergasse
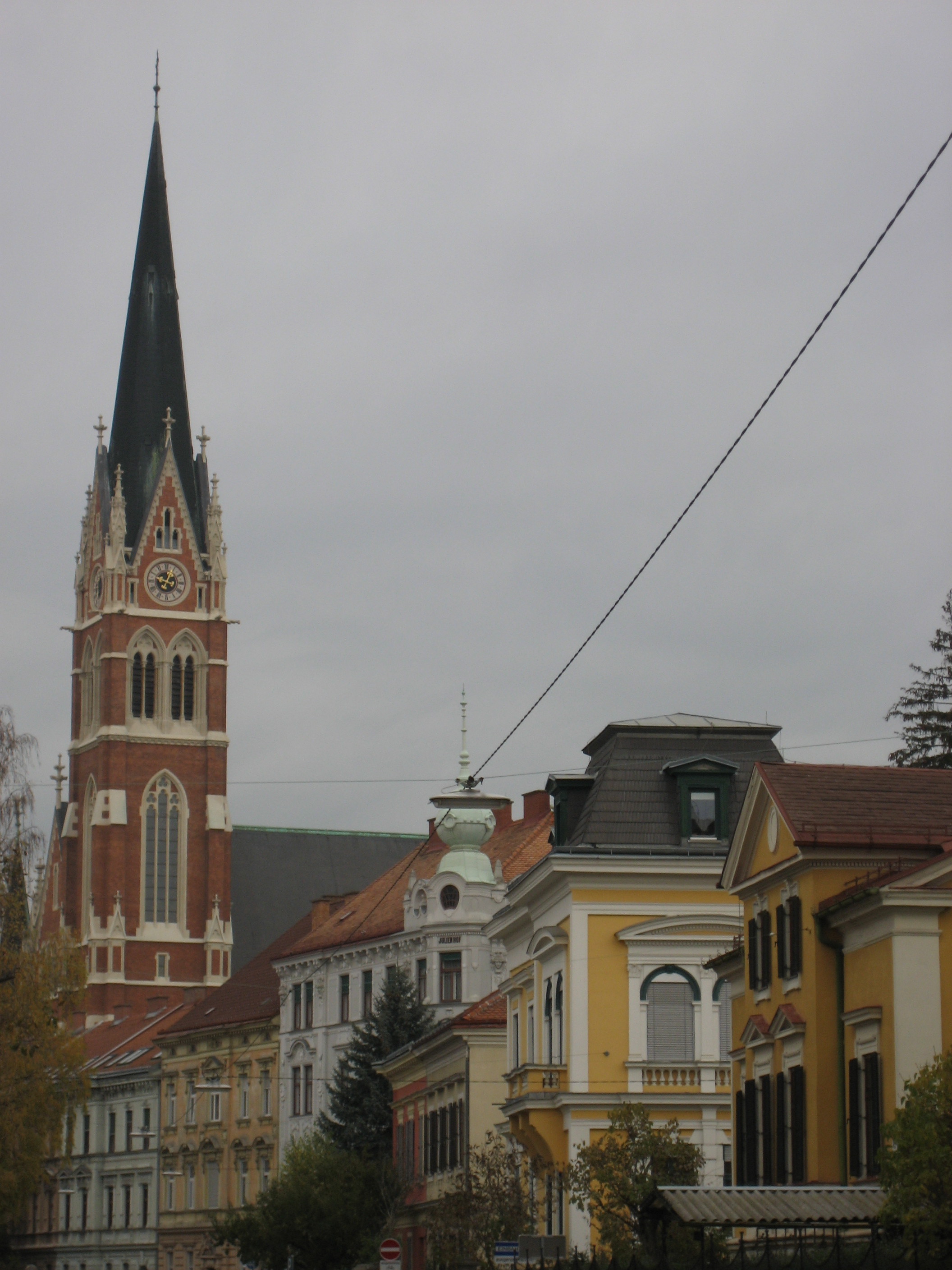
Naglergasse, Herz-Jesu-Kirche
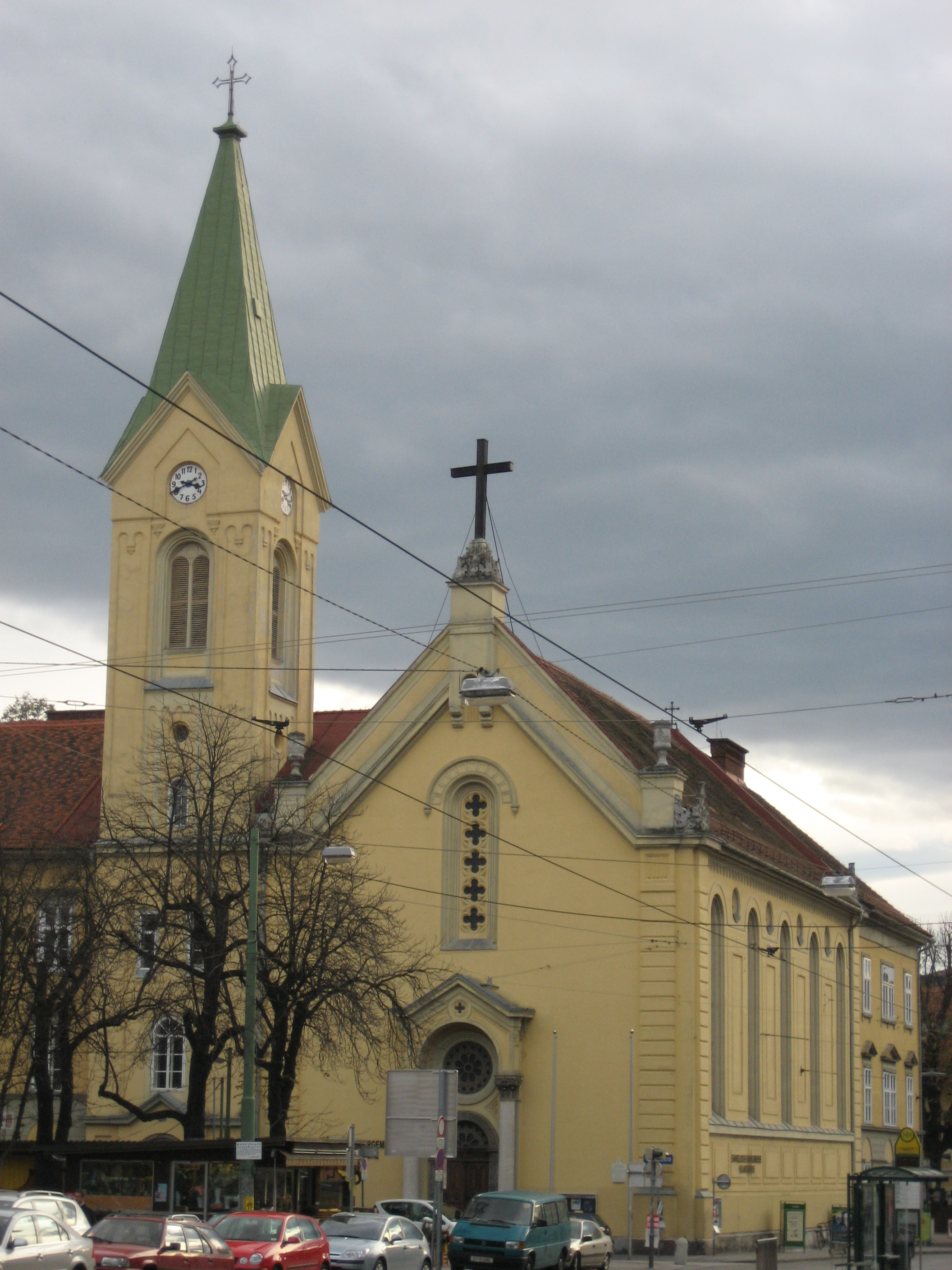
Heilandskirche am Kaiser-Josef-Platz

## Verkehr

### Straßenverkehr
Die Leonhardstraße war bis Mitte des 19. Jahrhunderts der einzige Weg von Graz in den Osten. Danach wurde an der Nordgrenze des Bezirks parallel dazu die Elisabethstraße gebaut.
Die Elisabethstraße ist als Teil der B65 bzw. B67a bis heute die wichtigste überregionale Straße im Bezirk und verbindet das Zentrum mit dem Landeskrankenhaus am östlichen Ende des Bezirks und in weiterer Folge mit dem östlichen Umland. Weitere Straßen des Ranges Landesstraße B sind die Merangasse und Plüddemanngasse, die, als Teil der B67a, den Bezirk in mit dem Südosten der Stadt verbinden. Der Straßenzug Waltendorfer Gürtel und Koßgasse verbindet Waltendorf und St. Leonhard als Teil der B67c mit Jakomini und in weiterer Folge mit dem Süden der Stadt.

### Öffentlicher Verkehr
- Straßenbahnlinien 1, 3, 7, 23
- Städtische Buslinien 41, 58, 60, 61, 63, 64, 64E, 82 sowie Nachtbusse N1, N3 und N7
- Zahlreiche Regionalbusse verkehren über die Elisabethstraße zwischen dem Grazer Zentrum und der Oststeiermark

## Bildung & Forschung
- Odilien Institut für sehbehinderte und blinde Menschen[9]
- NMS St. Leonhard vormals HS Elisabeth
- Bundesgymnasium und Bundesrealgymnasium Seebacher, (ehemaliges Mädchen-Lyceum-1873)
- Bundesgymnasium und Bundesrealgymnasium Lichtenfels, ehemaliges k.u.k. Staats(real)gymnasium sowie Erstes Bundesrealgymnasium
- Sacré Coeur Graz (seit 1846)
- Ursulinen (1900)
- Technische Universität Graz
- Universität für Musik und darstellende Kunst Graz
- Universitätszentrum „Wall“ der Karl-Franzens-Universität
- Joanneum Research